# Парун
Парун (перс. پارون, пушту پارون) — місто у Афганістані, адміністративний центр провінції Нуристан.

## Географія
Парун розташований на північному сході країни у передгір'ях Гіндукушу.

### Клімат
Місто знаходиться у зоні, котра характеризується вологим континентальним кліматом з теплим літом. Найтепліший місяць — липень із середньою температурою 11.7 °C (53.1 °F). Найхолодніший місяць — січень, із середньою температурою -11.1 °С (12 °F).
| Клімат Паруна           | Клімат Паруна | Клімат Паруна | Клімат Паруна | Клімат Паруна | Клімат Паруна | Клімат Паруна | Клімат Паруна | Клімат Паруна | Клімат Паруна | Клімат Паруна | Клімат Паруна | Клімат Паруна | Клімат Паруна |
| Показник                | Січ.          | Лют.          | Бер.          | Квіт.         | Трав.         | Черв.         | Лип.          | Серп.         | Вер.          | Жовт.         | Лист.         | Груд.         | Рік           |
| Середня температура, °C | −11,1         | −9,5          | −4,8          | 0,7           | 4,5           | 9,6           | 11,7          | 11,3          | 7,9           | 3,1           | −2,3          | −7            | 1,2           |
| Норма опадів, мм        | 83            | 113.8         | 154           | 147           | 103.3         | 33.5          | 44.5          | 44.3          | 20.7          | 35.7          | 55.1          | 82.2          | 917.1         |
| Днів з опадами          | 3,7           | 4,7           | 8,2           | 9,5           | 10,7          | 7             | 8             | 7,2           | 4,8           | 4,3           | 3,3           | 3,6           | 75            |
| Вологість повітря, %    | 57.1          | 60.9          | 60.1          | 60            | 56            | 46            | 48.4          | 50.3          | 48.1          | 47.5          | 46.8          | 51.9          | 52.8          |
| ----------------------- | ------------- | ------------- | ------------- | ------------- | ------------- | ------------- | ------------- | ------------- | ------------- | ------------- | ------------- | ------------- | ------------- |
| Джерело: Weatherbase    |               |               |               |               |               |               |               |               |               |               |               |               |               |